# Turnera lanceolata
Turnera lanceolata är en passionsblomsväxtart som beskrevs av Jacques Cambessèdes. Turnera lanceolata ingår i släktet Turnera och familjen passionsblomsväxter. Inga underarter finns listade i Catalogue of Life.